# Kilkenny
Kilkenny (irsky Cill Chainnigh) je irské město ležící v provincii Leinster 117 km jihozápadně od Dublinu. Podle sčítání v roce 2011 mělo 24 423 obyvatel a je tak nejmenším městem v Irsku, které má statut city (obdrželo ho roku 1609). Rozkládá se na obou březích řeky Nore v nadmořské výšce 60 metrů a je sídelním městem hrabství Kilkenny.
Název města znamená irsky kostel svatého Kennetha. První písemná zmínka o Kilkenny pochází z roku 1085. Ve středověku bylo město sídlem království Ossory. V roce 1367 zde Lionel z Antverp vyhlásil takzvaný Kilkennský statut, který rozdělil město na anglickou a irskou část a zakázal sňatky mezi oběma etniky. V letech 1642 až 1649 sídlil v Kilkenny parlament nezávislého Irska.
Kilkenny je oblíbeným turistickým cílem pro množství památek středověké architektury, kvůli nimž se mu přezdívá „Mramorové město“ (anglicky Marble City) . Hlavními atrakcemi jsou mohutný hrad ze 12. století, městské hradby, radnice (anglicky The Tholsel), dva kamenné mosty a dva kostely: římskokatolickou katedrálu Panny Marie (anglicky St. Mary Cathedral) a anglikánskou katedrálu svatého Kanika (anglicky St. Canice Cathedral. Z místního průmyslu vyniká pivovar založený roku 1710, kde se vaří pivo značek Kilkenny Beer a Smithwick's.
Ve městě sídlí střední škola Kilkenny College založená roku 1538, na které studovali Jonathan Swift a George Berkeley.
V Kilkenny se narodil spisovatel John Banim (1798—1842), zvaný irský Walter Scott.
Bojovnost zdejších obyvatel zrodila populární anglické rčení Kilkenny Cat (Kilkennská kočka), označující nesmiřitelného rváče. Od roku 1994 se ve městě koná festival divadelních veseloher Cat Laughs.
26. června 1887 byl v Kilkenny naměřen dosud platný irský teplotní rekord 33,3 °C.